# 17782 Paulbailey
17782 Paulbailey este o planetă minoră (asteroid), cu un diametru de 4,553 km, din centura de asteroizi. A fost descoperită pe 20 martie 1998 la Magdalena Ridge Observatory⁠(d) de Lincoln Near-Earth Asteroid Research. 
Obiectul prezintă o orbită caracterizată de o semiaxă mare de 2,6533518 UAi, o excentricitate de 0,1962855, o înclinație de 6,28963 ° în raport cu ecliptica.